# مناقب آل أبي طالب
مَناقِبُ آل أبي طالب، الشهير بالمناقب من مصنفات محمد بن علي ابن شهر آشوب المتوفى سنة 588 هـ استعرض فيه مناقب المعصومين عند الشيعة وفضائلهم.

## المؤلف
أبوجعفر محمّد بن عليّ بن شهر آشوب بن أبي نصر بن أبي الجيش المازندرانيّ (488 هـ أو 489 هـ - 588 هـ) المعروف بـابن شهر آشوب والملقب بـ«رشيد الدين» و«عزّ الدين». هو عالم دين شيعي إيراني. من فقهاء الشيعة ومحدثيهم في أواخر القرن الخامس وأوائل القرن السادس الهجريين. له مصنفات كثيرة كـالمناقب ومعالم العلماء . ويُستشَفّ من نسبة السَّرَويّ إليه، وإلى أبيه وجدّه أنّهم كانوا من مدينة ساري مركز محافظة مازندران. أما محل ولادته فلا يوجد رأي قاطع فيما إذا كان في مازندران أو في غيرها. توفي في حلب سنة 588 هـ (1192 م)، ودُفن في جبل الجوشن قريباً من الموضع المشهور بمشهد الحسين.

## سبب التأليف
أشار المصنف إلى الغاية التي دفعته لتدوين الكتاب بقوله:
| مناقب آل أبي طالب | لما رأيت كفر العداة بأمير المؤمنين، ووجدت الشيعة والسنة فيه مختلفين، وأكثر الناس عن ولاء أهل البيت ناكصين، وعن ذكرهم هاربين، وفي علومهم طاعنين، ولمحبتهم كارهين، انتبهت من نومة الغافلين، وصار لي ذلك لطفا إلى كشف الأحوال، والنظر في اختلاف الأقوال، فاذا هو مما روته العامّة من أحاديث مختلفة، وأخبار مضطربة، عن الناكثين والقاسطين والمارقين والخاذلين والواقفين والضعفاء والمجروحين والخوارج والشاكيين. فاذا هم مجتمعون على إطفاء نور الله تعالى. فقلت: إنّ هذا لشي عجاب، أفبهذا الحديث أنتم مدهنون فماذا بعد الحق إلاالضلال فأنّى تصرفون، ووجدت جماعة يؤولون الأخبار المجمع عليها وجماعة نقلوا مناقبهم إلى غيرهم كحديث سد الأبواب... وجماعة يجرحون رواة المناقب ويطعنون في ألفاظها، ويقدحون في معانيها، وجماعة جاهروهم بالعداوة، وبقي علماء الشيعة في امورهم تائهين، وعلى أنفسهم خائفين، وفي الزوايا منحجرين... فنظرت بعين الانصاف، ورفضت مذهب التعصب في الخلاف، وكتبت على نفسي أن أميز الشبهة من الحجة، والبدعة من السنة، وأفرق بين الصحيح والسقيم، والحديث والقديم، وأعرف الحق من الباطل، والمفضول من الفاضل، وأنصر الحق وأتبعه، وأقهر الباطل وأقمعه، وأظهر ما كتموا، وأجمع ما فرقوا، وأذكر ما أجمعوا عليه واختلفوا فيه، على ما أدته الرواية، وأشير إلى ما رواه الخاصة.... فوفقت في جمع هذا الكتاب | مناقب آل أبي طالب |